# النا رادونیچیچ
النا رادونیچیچ (ایتالیایی: Elena Radonicich؛ زادهٔ ۵ فوریهٔ ۱۹۸۵) بازیگر اهل ایتالیا است.
از فیلم‌ها یا برنامه‌های تلویزیونی که وی در آن نقش داشته‌است، می‌توان به در اتاق من، دروازه سرخ و آلاسکا اشاره کرد.